# علم الوراثة الطبية
علم الوراثة الطبية (بالإنجليزية: Medical Genetics)‏ هو تخصص طبي يشمل التشخيص والتعامل مع الأمراض الوراثية. علم الوراثة الطبية يختلف عن علم الوراثة البشرية (بالإنجليزية: Human Genetics)‏ حيث أن الأخير يعد مجال للبحث العلمي الذي قد يشتمل على بعض التطبيقات الطبية، لكن علم الوراثة الطبية يشير إلى التطبيقات الوراثية في مجال الرعاية الصحية. فمثلًا، البحث عن أسباب وتوريث الأمراض الوراثية قد يعد ضمن الوراثة الطبية وكذلك ضمن الوراثة البشرية، لكن التشخيص والاستشارة والتعامل مع الأشخاص المصابين بالأمراض الوراثية يعد جزء من الوراثة الطبية فقط.
في المقابل، هناك دراسة الأنماط الظاهرية اللاطبية، مثل توريث لون العينين حيث يعد جزء من الوراثة البشرية ولا علاقة له بالوراثة الطبية (ماعدا بعض الحالات مثل البرص). يعد مصطلح الوراثة الطبية جديد، ويشتمل هذا التخصص على عدة مجالات مثل العلاج الجيني، الطب الشخصي والطب التنبؤي.

## نظرة عامة
تشمل الوراثة الطبية عدة نواحي مختلفة، منها الممارسة الطبية للأطباء واستشاري الوراثة وأخصائيي التغذية، وكذلك الأنشطة المخبرية للتشخيص الطبي بالإضافة للبحث في أسباب وتوريث الأمراض الوراثية. من الأمثلة على الحالات المرضية التي تقع ضمن إطار الوراثة الطبية هناك العيوب والتشوهات الخلقية، التأخر العقلي، التوحد، الاضطرابات الميتوكندرية، خلل النمو الهيكلي، أمراض النسيج الضام، الوراثة السرطانية، المُشوهات، و تشخيص ما قبل الولادة. أصبح لتخصص الوراثة الطبية علاقة متزايدة بالعديد من الأمراض الشائعة. وبدأ يتداخل مع التخصصات الطبية الآخرى، حيث بدأت التطورات الحديثة التي يشهدها علم الوراثة بالكشف عن أسباب الحالات المرضية في عدة تخصصات طبية، كالأعصاب، الغدد الصم، القلب والشرايين، الجهاز التنفسي، العيون، الكلى، النفسية، والجلدية.

### التخصصات الدقيقة
هناك العديد من التخصصات التابعة للوراثة الطبية، تعتبر خليط بين الرعاية الطبية والأبحاث. يعود ذلك للتقدم الحديث في العلم والتكنولوجيا (مشروع الجينوم البشري، كمثال) والذي أتاح معرفة غير مسبوقة للأمراض الوراثية.

### الوراثة العيادية (الإكلينيكية)
الوراثة العيادية أو الإكلينيكية هي ممارسة الطب مع إيلاء اهتمام خاص بالأمراض الوراثية. يتم تحويل المرضى إلى عيادة الوراثة الطبية لأسباب متنوعة منها، العيوب والتشوهات الخلقية، اضطرابات النمو، التوحد، الصرع، قصر القامة، وغيرها الكثير. هناك بعض الأمثلة الآخرى على الأمراض الشائعة التي تتم رؤيتها في عيادة الوراثة الطبية ومنها اضطراب الصبغيات، متلازمة داون، متلازمة دي جورج (متلازمة حذف 22q11.2)، متلازمة X الهش، متلازمة مارفان، الورام الليفي العصبي، متلازمة تيرنر، متلازمة ويليام.

### الوراثة الأيضية/الكيموحيوية
الوراثة الأيضية (الاستقلابية أو الكيموحيوية) تشمل التشخيص والتعامل مع اضطرابات الاستقلاب التي يعاني فيها المرضى من نقص في الإنزيمات والذي يؤثر على التفاعلات الكيموحيوية أثناء استقلاب النشويات، الأحماض الأمينية، والدهون. من الأمثلة على اضطرابات الاستقلاب هناك الجلاكتوسيميا، أمراض تخزين الجلايكوجين، أمراض تخزين الجسيمات المحللة، الحماض الأيضي، اضطرابات الجسيمات التأكسدية، البيلة الفينيولية، اضطرابات دورة اليوريا.

### الوراثة الخلوية
الوراثة الخلوية هي دراسة الصبغيات (الكروموسومات) واضطراباتها. اعتمدت الوراثة الخلوية منذ نشأتها على المجاهر لتحليل الصبغيات، لكن الآن أصبحت هناك تقنيات جديدة تستخدم على نطاق واسع مثل مصفوفات التهجين الوراثي المقارن. من الامثلة على اضطراب الصبغيات هناك اختلال الصيغة الصبغية، و تغير بنية الصبغيات.

### الاستعمالات
يمكن إجراء الاختبار الوراثي الخلوي الوراثي في مجموعة متنوعة من الحالات، بما في ذلك الأورام الخبيثة للأعضاء الصلبة والأورام الخبيثة الدموية والأمراض الخلقية. يمكن إجراؤه قبل الولادة بعد الفحص الكيميائي الحيوي أو الموجات فوق الصوتية مع وجود نتائج غير طبيعية. كما يتم استخدامه أيضًا للآباء الذين يعانون من حالات إجهاض متعددة أو نتائج مهمة في تحليل النسب. وبعد الولادة، يلعب الاختبار الوراثي الخلوي دورًا في تمييز المرضى الذين يعانون من الفسيفساء أو الإعاقة الذهنية أو التوحد أو التأخر في النمو.

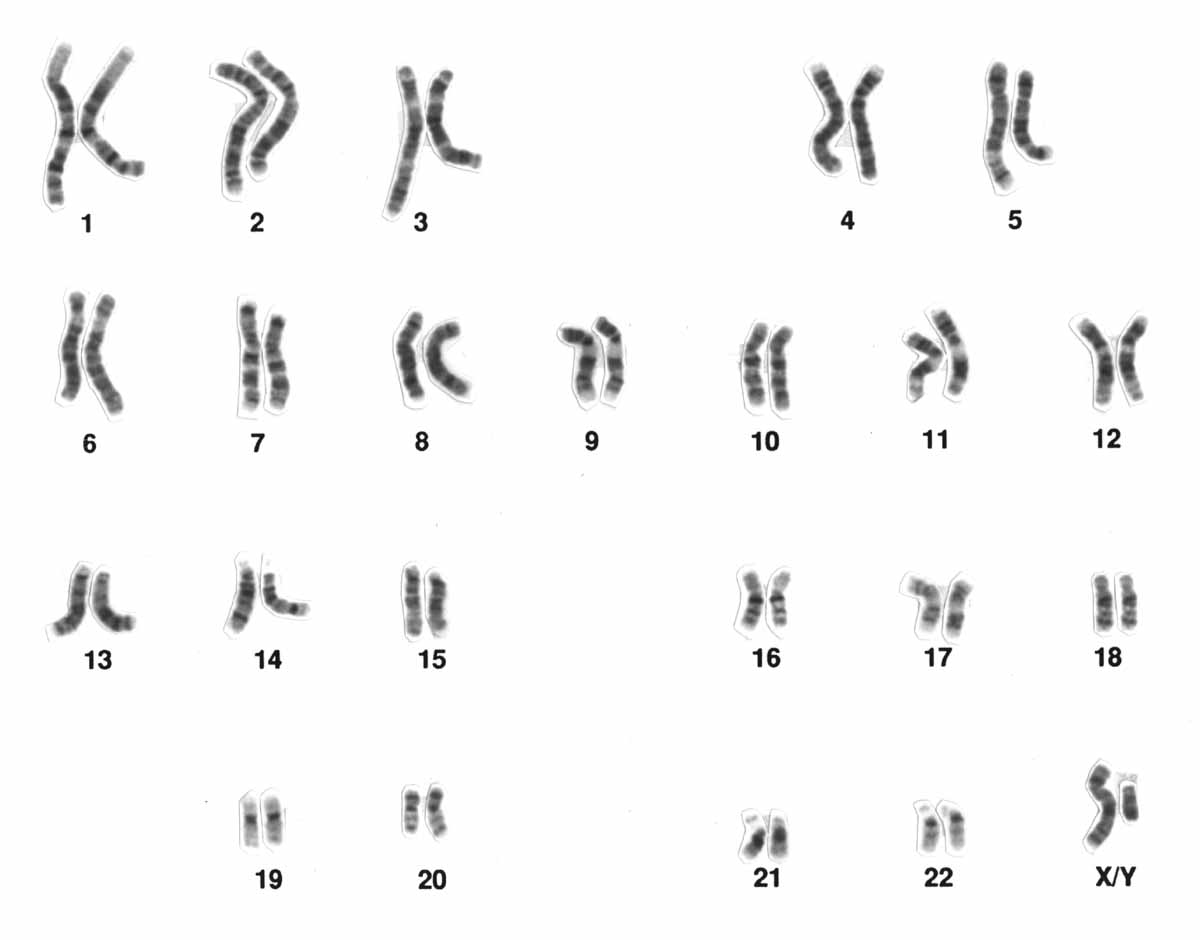
النواة الذكرية الذكرية البشرية عالية الدقة

يمكن أيضًا استخدام التحليل الخلوي الوراثي الخلوي لتشخيص الأورام الخبيثة، وتحديد العلاج المناسب للتقسيم الطبقي للتنبؤ. تشرح هذه المراجعة أنواع تحليل الكروموسومات، مثل التنميط النووي والتهجين الموضعي المتألق (FISH) وتحليل المصفوفات الكروموسومية الدقيقة (CMA).

### الوراثة الجزيئية
الوراثة الجزيئية تشمل الفحص المخبري واكتشاف طفرات الحمض النووي (DNA) التي تسبب العديد من الأمراض الوراثية. من الأمثلة على الأمراض الوراثية التي يسببها خلل في جين واحد هناك الودانة، التليف الكيسي، الحثل العضلي الدوشيني، سرطان الثدي الوراثي (BRCA1/2)، داء هنتنغتون، متلازمة مارفان، متلازمة نونان، ومتلازمة ريت. الفحوصات الجزيئية تستخدم أيضاً في تشخيص المتلازمات التي تشمل اضطرابات الوراثة اللاجينية، مثل متلازمة انجلمان، متلازمة بكوث ودمان، متلازمة برادر- ويلي وثنائي الصبغية وحيد الأصل.

### الوراثة الميتوكندرية
تهتم الوراثة الميتوكندرية بالتشخيص والتعامل مع الاضطرابات الميتوكندرية، التي لها أصل جزيئي وينتج عنها غالبًا اضطرابات كيموحيوية بسبب نقص إنتاج الطاقة. هناك بعض التداخل بين مختبرات التشخيص الطبي الوراثي وعلم الأمراض الجزيئية.
الإضافة إلى الدور الجوهري للعوامل المتخصصة في تنظيم نسخ الحمض النووي الميتوكوندري (mtDNA)، أظهرت الأبحاث الحديثة أن تنظيم هذا النسخ يعتمد أيضًا على بعض عوامل النسخ النووي. هذه النتائج تعكس التكيف الذي حدث عبر التطور بين الميتوكوندريات وبيئتها الخلوية المضيفة، حيث تتدخل بعض البروتينات المنظمة للنسخ النووي، مثل عامل CREB وبروتين STAT3، في تنظيم التعبير الجيني داخل الميتوكوندريا. هذا يشير إلى وجود تداخل تنظيمي بين الجينومات النووية والميتوكندرية، ما يعزز فهمًا أعمق للتفاعلات المعقدة التي تحكم استتباب الطاقة الخلوية.

## المشورة الطبية الوراثية
المشورة الوراثية هي عملية تقديم معلومات تخص الحالات الوراثية، الفحوصات التشخيصية والمخاطر التي قد يتعرض لها باقي أفراد العائلة، في إطار المشورة غير المباشرة. مستشار الوراثة (ليس طبيب) هو عضو في فريق الوراثة الطبية المتخصص في تقييم الخطر الذي قد تتعرض لهُ العائلة وتقديم المشورة للمرضى بما يخص الأمراض الوراثية. الدور المحدد لمستشار الوراثة يختلف حسب نوع المرض.

## تاريخ الوراثة الطبية
بالرغم أن تاريخ الوراثة يمتد من القرن التاسع عشر حيث بدأت أعمال الراهب النمساوي غريغور مندل وغيره من العلماء الرائدين، إلا ان الوراثة البشرية لم تظهر إلا لاحقاً. حيث بدأت في التطور البطئ، بداية النصف الأول من القرن العشرين.الوراثة المندلية (وحيدة الجين) دُرست في بعض الامراض المهمة مثل البرص، قصر الأصابع، الهيموفيليا. تم أيضاً تصميم مناهج حسابية وتطبيقها على الوراثة البشرية كما تم إنشاء الوراثة السكانية.
الوارثة الطبية ظهرت متاخراً وعلى مستوى واسع بعد انتهاء الحرب العالمية الثانية (1945) عندما فقدت حركة تحسين النسل الوراثية سمعتها. إساءة استخدام وراثة تحسين النسل من قبل النازيين هو ما أدى إلى زوالها. جزء من وراثة تحسين النسل، استخدم وطبق على الوراثة البشرية والطبية. شهدت بعدها الوراثة الطبية انتشاراً واسعاً في النصف الثاني من القرن العشرين واستمر ذلك إلى القرن الحادي والعشرين.

## علاج الأمراض الوراثية
اليوم، لم تعد الأمراض الوراثية يتيمة العلاج، حتى وإن كان ما هو متاح منها نادرًا ما يكون علاجيًا، بل مسكنًا فقط، وحتى لو كان الوصول إلى العلاجات المطورة غير مضمون.
تشمل العلاجات الطبية العلاجات باستخدام الجزيئات الصغيرة أو المنتجات المؤتلفة، والعلاجات الخلوية أو العلاجات الجينية، والفئات الثلاث الأخيرة هي ما يسمى بالعلاجات المتقدمة. لا يتم تسجيل العلاجات باستخدام الأجهزة الطبية بشكل منهجي. لذلك من المستحيل تحديدها أو تصنيفها إلى فئات. ومع ذلك، فإنها تلعب دوراً رئيسياً في تحسين نوعية حياة المرضى، حتى لو لم تكن علاجية.
وعمليات زرع الأعضاء أو الأنسجة هي البديل الوحيد لبعض الأمراض الوراثية، أو البديل عندما تفشل الطرق العلاجية الأخرى. توفر الجراحة الآن العديد من الخدمات التي يمكن لجميع المرضى الاستفادة منها بعد أن كانت غير متاحة لهم في السابق.

### العلاجات بالأدوية
تم تطوير علاجات دوائية بفضل الحوافز المقدمة . نصف المنتجات التي تم تطويرها مبتكرة، والنصف الآخر عبارة عن إعادة وضع جزيئات معروفة بالفعل.هناك عدد قليل من المنتجات التي لها تأثير كبير على مسار المرض، وعادةً ما يكون ذلك عن طريق إبطاء تقدم المرض أو تخفيف أعراض معينة، ليست دائماً الأكثر إعاقة. ومع ذلك، فإن هذه المنتجات، التي تستهدف عددًا صغيرًا من المرضى، تكون أسعارها أعلى بكثير لكل مريض سنويًا من تلك الخاصة بالأمراض الشائعة، مما يطرح مشاكل في السداد.

### العلاجات الخلوية والجينية

#### العلاج الخلوي
هو زرع الخلايا البشرية لاستبدال أو إصلاح الأنسجة و- أو الخلايا التالفة. يقوم الباحثون بزراعة الخلايا الجذعية في المختبر، حيث تتم معالجتها لتتخصص في أنواع معينة من الخلايا، مثل خلايا عضلة القلب أو خلايا الدم أو الخلايا العصبية، ومن ثم يمكن زرع هذه الخلايا المتخصصة في الإنسان.

#### العلاج الجيني
يسعى إلى تعديل أو معالجة تعبير الجين أو تغيير الخصائص البيولوجية للخلايا الحية للاستخدام العلاجي. يستمر البحث والتطوير المتعلق بالعلاج الخلوي والجيني في الولايات المتحدة في النمو بمعدل سريع، مع تقدم عدد من المنتجات في التطور السريري. بالإضافة إلى الإشراف التنظيمي على الدراسات السريرية، فإن مركز (CBER) يقدم مشورة علمية وتنظيمية استباقية للباحثين الطبيين والمصنعين في مجال تطوير المنتجات الجديدة.
اعتماداً على سبب الطفرة، يمكن للعلماء القيام بأشياء كثيرة في العلاج الجيني:
• استبدال الجين المفقود أو الذي سبب المشكلة.
• إضافة جينات إلى الجسم للمساعدة في علاج المرض.
• أو إيقاف عمل الجينات التي تسبب المشكلات.

### زراعة الأعضاء
تُستخدم عمليات الزرع منذ عقود لعلاج الأمراض الوراثية. أكثر عمليات الزرع شيوعاً هي زراعة الخلايا الجذعية المكونة للدم. إنها طرق علاجية هي الملاذ الأخير، بسبب الآثار الجانبية للعلاجات المضادة للرفض والقيود المتعددة للإجراء نفسه، بما في ذلك نقص المتبرعين. ومع ذلك، فقد أنقذت العديد من الأرواح وستستمر في ذلك، خاصة في حالة أمراض الكبد الوراثية.
تعتبر زراعة الأعضاء عملية طبية معقدة تتطلب تنسيقًا دقيقًا بين عدة عوامل، بما في ذلك تطابق الأنسجة بين المتبرع والمستقبل، وإدارة الأدوية المثبطة للمناعة. على الرغم من أن زراعة الأعضاء قد حققت تقدمًا كبيرًا، إلا أن معدلات بقاء الأعضاء والمرضى لا تزال ثابتة، مما يستدعي الحاجة إلى تحسينات جديدة. في هذا السياق، تبرز أهمية علم الجينوم الدوائي، الذي يهدف إلى تخصيص العلاجات الدوائية بناءً على الخصائص الجينية للفرد. تشير الأبحاث إلى أن فهم التباينات الجينية، مثل تلك المرتبطة بالجينات CYP3A5 وABCB1، يمكن أن يساعد في تحسين استجابة المرضى للأدوية المثبطة للمناعة، مما يقلل من الآثار الجانبية الخطيرة ويعزز فرص نجاح الزراعة. إن دمج هذه المعرفة الجينية في بروتوكولات العلاج يمكن أن يؤدي إلى تحسين النتائج على المدى الطويل للمرضى الذين يخضعون لعمليات زراعة الأعضاء.

## توزيع الأمراض الوراثية بين السكان
الأمراض الوراثية متنوعة للغاية، وإذا كنا نتحدث عن أمراض متعددة العوامل مثل مرض السكري أو أمراض القلب والأوعية الدموية، فيجب علينا أن نأخذ في الاعتبار حالة كل مرض ونقوم بدراسة التوزيع بين السكان.

### عوامل الخطر
ارتفاع عمر الأب بسبب طفرات دي نوفو وارتفاع عمر الأم بسبب اختلال الصيغة الصبغية.
التعرض للمنتجات المطفرة للأمشاج أو الجنين الصغير.
وجود مرض معين من أصل وراثي كلي أو جزئي في الأسرة.

### تدابير وقائية
بالنسبة للأطفال الذين لم يولدوا بعد والذين لديهم عوامل خطر، على سبيل المثال عمر الأم أكثر من 38 عامًا، يمكننا إجراء تشخيصات أو إجراء أنماط نووية أو أي وسيلة أخرى للتحقق من وجود مرض ما، وربما إنهاء الحمل طبيًا.

## تحديات أخلاقيات
إعلام الأقارب بشأن الأمراض الوراثية: الإجراءات التي ينص عليها القانون لإبلاغ أقارب المريض الذي تم اكتشاف مرض وراثي خطير فيه تثير تساؤلات كبيرة بين علماء الوراثة السريرية. في الواقع، وفقًا للمادة L1131 من قانون الصحة العامة، يجب على الطبيب إبلاغ المريض "بالمخاطر التي قد يشكلها صمته على أفراد عائلته الذين يحتمل أن يكونوا معنيين، حيث يمكن اقتراح تدابير وقائية أو رعاية عليه.

## اقرأ أيضًا
- الفحص الجيني لسرطان الثدي
- فيروس محلل للورم